# Saurauia choriophylla
Saurauia choriophylla är en tvåhjärtbladig växtart som beskrevs av Richard Evans Schultes och Gutierr. Saurauia choriophylla ingår i släktet Saurauia och familjen Actinidiaceae. Inga underarter finns listade i Catalogue of Life.